# The Avengers - Agenti speciali
The Avengers - Agenti speciali (The Avengers) è un film del 1998 diretto da Jeremiah S. Chechik, liberamente tratto dalla serie televisiva di fantaspionaggio degli anni sessanta Agente speciale.

## Trama
Negli anni sessanta Londra è al centro di una rivolta giovanile e di uno sconvolgimento culturale. Come se non bastasse ci si mette anche il tempo: infatti il clima sembra essere impazzito, con giornate gelide che si alternano a giornate torride. L'agente segreto John Steed e la scienziata meteorologa Dr. Emma Peel vengono convocati al Ministero. Incontrano il capo del Ministero, nome in codice Mamma, che li informa che il progetto Prospero (un progetto segreto creato allo scopo di influenzare il clima che la Dottoressa Peel dirigeva) è stato apparentemente sabotato da Peel. La dottoressa Peel afferma di essere innocente, ma viene mandata a lavorare al fianco di Steed per trovare il vero colpevole. Il secondo in comando del Ministero, nome in codice Papà, afferma che Peel soffre di una malattia mentale. I due fanno visita a Sir August de Wynter, un ex scienziato del Ministero. Prende subito in simpatia Peel, poiché entrambi condividono l'amore per il clima.
Steed ed Emma seguono una pista alla Wonderland Weather, un'attività che crea artificialmente calore o pioggia con una macchina speciale, dove scoprono due uomini morti in abiti da orsacchiotto. I membri di un'organizzazione segreta, guidata da Sir August, indossano tutti abiti da orsacchiotto per mascherare la propria identità. Uno di loro, tuttavia, assomiglia esattamente a Peel. Steed arriva in tempo per salvare Peel, mentre il doppio salta da un tetto e scompare.
Steed ed Emma vanno a trovare Sir August nella sua villa, ma vengono attaccati da api meccaniche. Una anziana agente del Ministero, Alice, li aiuta a fuggire; tuttavia, Sir August cattura e ipnotizza Emma. Quando Sir August viene successivamente distratto, Emma cerca di scappare ma si sente svenuta e si ritrova intrappolata a causa della planimetria in continua evoluzione della villa. Diventando disperata, si fa strada attraverso il muro dove Steed la trova priva di sensi e la salva. Di ritorno all'appartamento di Steed, Emma si sveglia e riceve degli stivali da Steed. Tuttavia, Emma viene arrestata da Papà, mentre Steed fa visita al colonnello Jones, un uomo all'interno del Ministero divenuto invisibile a causa di un incidente di laboratorio, per indagare sul significato di una mappa trovata a Wonderland Weather.
Dopo aver visto le foto di esperimenti genetici falliti, inclusa la clonazione (rivelando che l'altra Emma Peel è un clone), Steed determina che Papà sta lavorando al fianco di Sir August. Papà e il clone di Emma Peel narcotizzano la vera Peel, Mamma li affronta ma viene bloccato. Sir August, controllando il tempo usando il Prospero, affronta i leader mondiali, vantandosi di controllare il tempo e dichiara che dovranno comprargli il tempo a caro prezzo. Dà loro un ultimatum fino a mezzanotte.
Papà e il clone portano Peel su una mongolfiera, dove riprende conoscenza e scappa durante una tempesta di neve. Papà e il clone muoiono quando il pallone si scontra con un'insegna della Wonderland Weather. Una volta riuniti, Steed e Peel si scambiano un bacio, dopo che Steed rivela di aver nascosto un micro-segnalatore negli stivali di Peel. Jones determina che Sir August sta usando il Prospero su un'isola segreta, Peel e Steed si recano lì per fermarlo. Peel disinnesca il dispositivo Prospero proprio mentre si forma un uragano su Londra. Steed duella con Sir August e lo trafigge con il suo stesso bastone, facendolo disintegrare da un potente fulmine. Il duo scappa proprio mentre la base si autodistrugge e si reincontra poco dopo con Mamma sul tetto di un edificio per festeggiare un lavoro ben fatto.

## Produzione
Prodotto dalle società Warner Bros. Pictures e Jerry Weintraub Productions, il film è ispirato alla serie televisiva britannica degli anni sessanta Agente speciale (The Avengers).

### Cast
Le gesta di Emma Peel e John Steed, protagonisti della serie televisiva, vivono una nuova vita sul grande schermo. Ad interpretare i due agenti speciali sono chiamati Uma Thurman e Ralph Fiennes, mentre Sean Connery è il cattivo. Patrick Macnee, che già era stato protagonista della serie, interpreta un cameo vocale nella parte dell'Invisibile Jones.

## Distribuzione

### Data di uscita
Il film venne distribuito in varie nazioni, fra cui:
- Israele 13 agosto 1998
- Stati Uniti d'America, The Avengers 14 agosto 1998
- Canada 14 agosto 1998
- Sudafrica 14 agosto 1998
- Svezia, Hämnarna 14 agosto 1998
- Francia, Chapeau melon et bottes de cuir  19 agosto 1998
- Germania, Mit Schirm, Charme und Melone 27 agosto 1998
- Brasile, Os Vingadores 28 agosto 1998
- Finlandia, Me kostajat 4 settembre 1998
- Portogallo 4 settembre 1998
- Slovenia 17 settembre 1998
- Danimarca, The avengers - Hævnere i kjole og hvidt 18 settembre 1998
- Nuova Zelanda 24 settembre 1998
- Spagna 25 settembre 1998
- Kuwait 30 settembre 1998
- Turchia 2 ottobre 1998
- Giappone 3 ottobre 1998
- Polonia 9 ottobre 1998
- Ungheria 15 ottobre 1998
- Italia, The avengers - Agenti speciali  30 ottobre 1998

## Accoglienza
Il film è stato stroncato da critica e pubblico.

### Incassi
Il film ha incassato un totale di 23.384.939 dollari negli USA e nella prima settimana 10.305.957 dollari.

## Riconoscimenti
- 1998 - Razzie Awards
  - Peggior prequel, remake, rip-off o sequel